# Kosuke Goto
Kosuke Goto (後藤 虹介 Goto Kosuke?), född 23 juli 1994 i Shizuoka prefektur, är en japansk fotbollsspelare.
Goto började sin karriär 2017 i Azul Claro Numazu. 2017 blev han utlånad till Briobecca Urayasu. Han gick tillbaka till Azul Claro Numazu 2018.